# Angelo Moreschi
Angelo Moreschi, SDB (Nave, Brescia, 13 de junio de 1952-Brescia, 25 de marzo de 2020) fue un obispo y misionero católico italiano. Ocupó la sede titular de Elephantaria in Mauretania y fue vicario apostólico en la Gambela (Etiopía).

## Biografía
Tras estudiar en el noviciado salesiano de Albarè, realizó sus primeros votos religiosos el 1 de septiembre de 1974, y los perpetuos seis años después, el 15 de agosto de 1980 en Cremisan (Israel).
En 1970 se trasladó a Etiopía, donde vivió la mayor parte de su vida. El 2 de octubre de 1982 se ordenó sacerdote.

### Episcopado
El 16 de noviembre de 2000, el papa Juan Pablo II le nombró prefecto de la prefectura apostólica de Gambela. Asumió el cargo el 25 de febrero de 2001.
Con la elevación de la prefectura al vicariato apostólico de Gambela el 5 de diciembre de 2009, el papa Benedicto XVI le nombró obispo titular de Elephantaris en Mauritania y al vicario apostólico de Gambella. Fue ordenado obispo por el arzobispo de Addis Abeba, Berhaneyesus Demerew Souraphiel CM, el 31 de enero de 2010; los coconsagrantes fueron Tesfay Medhin, obispo de Adigrat, y Lorenzo Ceresoli MCCJ, vicario apostólico emérito de Awasa.

### Fallecimiento
Murió en Brescia el 25 de marzo de 2020 a los 67 años durante la pandemia de COVID-19.